# Miasto Aniołów (Biesłan)
Miasto Aniołów - nazwa pamiątkowego cmentarza, znajduje się w Biesłanie, gdzie pochowano 266 osób, które zginęły w zamachu w Biesłanie 1 września 2004. Na cmentarzu jest pomnik Drzewo Żalu, Chaczkar i pomnik członków sił specjalnych, którzy zginęli podczas szturmu szkoły nr 1.

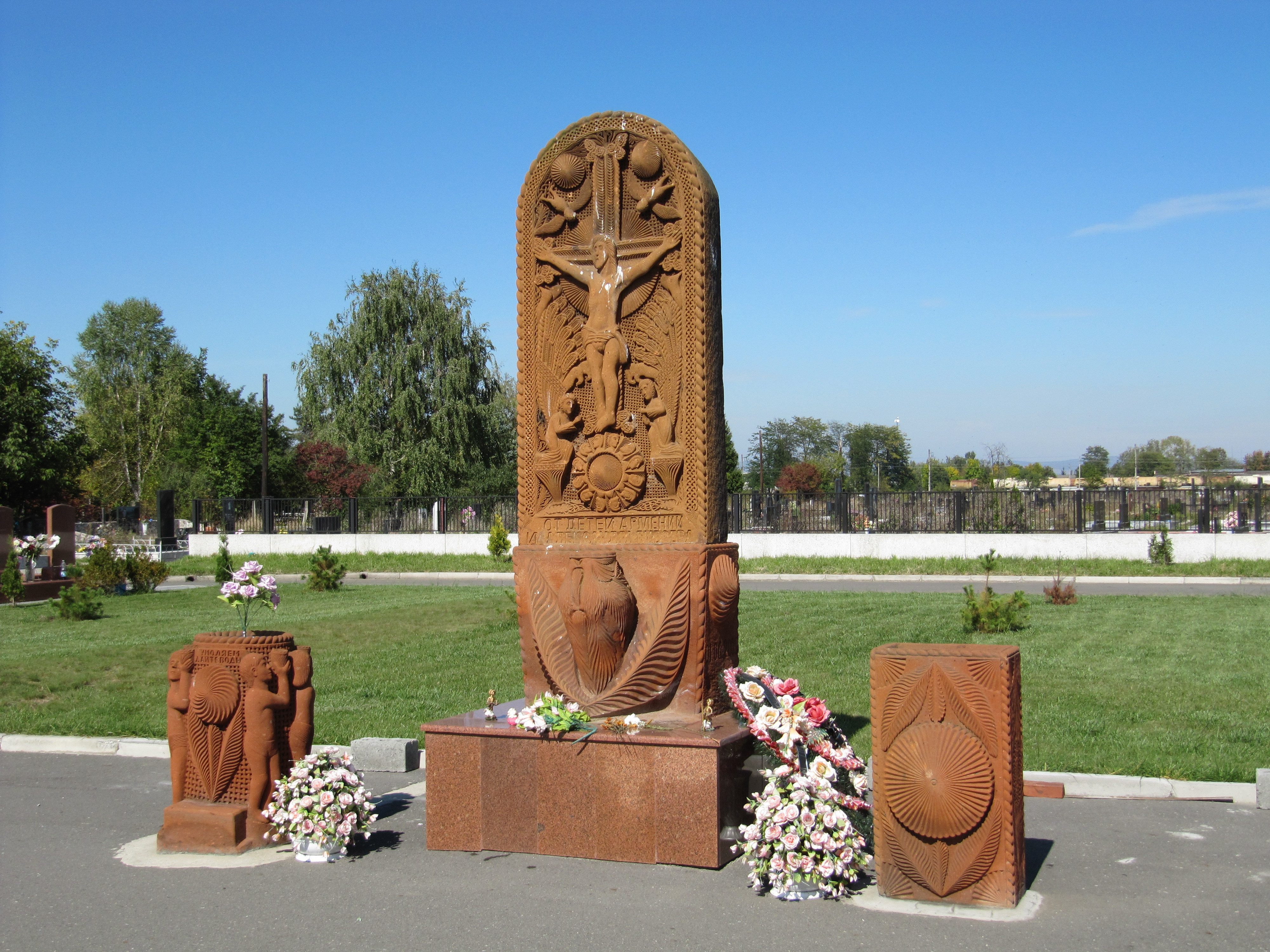
Chaczkar
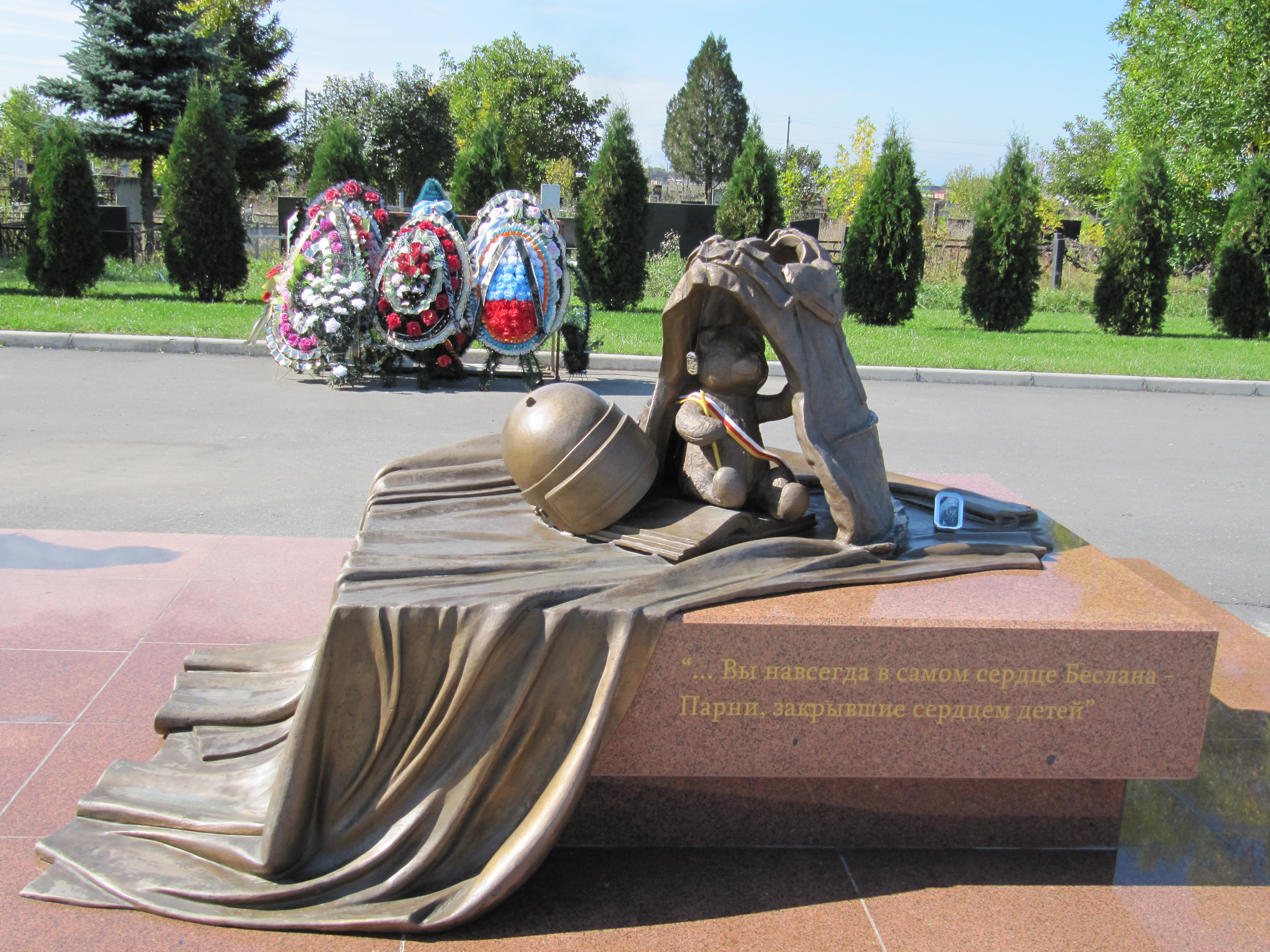
Pomnik członków sił specjalnych
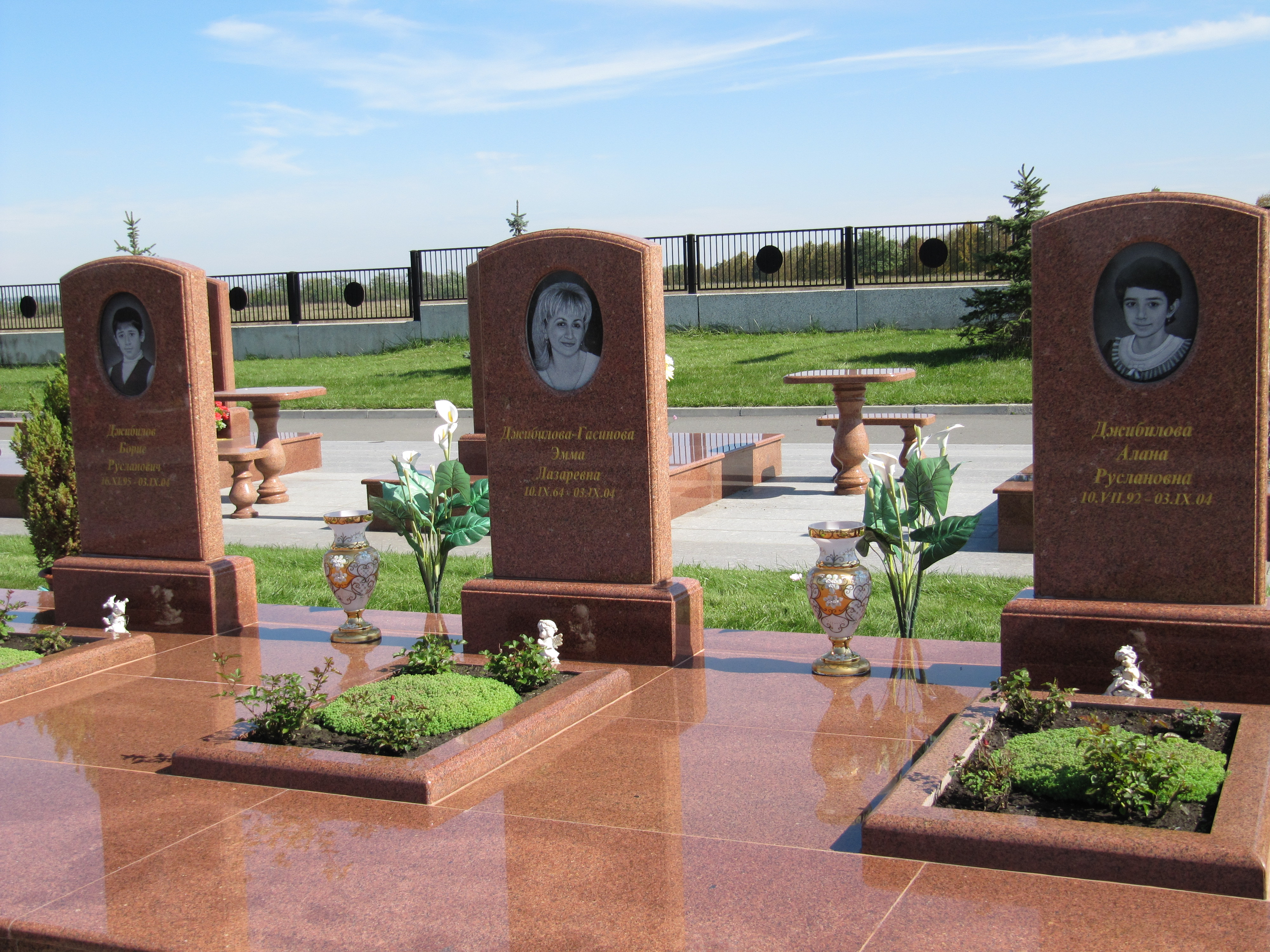

## Źródła internetowe
- Город ангелов. i-r-p.ru. [zarchiwizowane z tego adresu (2008-09-16)]. (ros.).
- Трек «Беслан — город ангелов» (ros.)
- Бесланский город ангелов. tv100.ru. [zarchiwizowane z tego adresu (2014-07-16)]. (ros.).
- Город ангелов. region15.ru. [zarchiwizowane z tego adresu (2012-05-26)]. (ros.).